# Eastwood (Essex)
Eastwood is een plaats in het bestuurlijke gebied Southend-on-Sea, in het Engelse graafschap Essex. De plaats telt 9.332 inwoners.